# Akte (katholicisme)
Akten zijn in het katholicisme waarheden die in de vorm van een gebed geformuleerd zijn. Ze kunnen voor en na de communie gebeden worden.
De akten zijn:
- Akte van berouw – Actus contritionis[1]
- Akte van liefde – Actus caritatis[2]
- Akte van hoop – Actus spei[3]
- Akte van aanbidding
- Akte van ootmoed
- Akte van verlangen
- Akte van geloof – Actus fidei[4]